# ناو آدمیرال ماکاروف
ناو آدمیرال ماکاروف (به انگلیسی: Russian cruiser Admiral Makarov) یک کشتی بود که طول آن ۴۴۹٫۶ فوت (۱۳۷٫۰ متر) بود. این کشتی در سال ۱۹۰۶ ساخته شد.